# Episodi di Mare fuori (quarta stagione)
La quarta stagione della serie televisiva Mare fuori, composta da quattordici episodi, viene distribuita in prima visione assoluta da RaiPlay: i primi sei episodi il 1º febbraio 2024, mentre i restanti otto il 14 febbraio. È stata inoltre trasmessa in chiaro su Rai 2 dal 14 febbraio al 27 marzo 2024.
| nº | Titolo                              | Pubblicazione    | Prima TV         |
| -- | ----------------------------------- | ---------------- | ---------------- |
| 1  | Nel nome dell'amore                 | 1º febbraio 2024 | 14 febbraio 2024 |
| 2  | Il vecchio leone e il giovane leone | 1º febbraio 2024 | 14 febbraio 2024 |
| 3  | La testa della lepre                | 1º febbraio 2024 | 21 febbraio 2024 |
| 4  | Ragione o sentimento                | 1º febbraio 2024 | 21 febbraio 2024 |
| 5  | Questioni di scelte                 | 1º febbraio 2024 | 28 febbraio 2024 |
| 6  | Ragazzi fuori                       | 1º febbraio 2024 | 28 febbraio 2024 |
| 7  | Il prezzo del cambiamento           | 14 febbraio 2024 | 6 marzo 2024     |
| 8  | Morire insieme                      | 14 febbraio 2024 | 6 marzo 2024     |
| 9  | Crescere troppo in fretta           | 14 febbraio 2024 | 13 marzo 2024    |
| 10 | C’è sempre una prima volta          | 14 febbraio 2024 | 13 marzo 2024    |
| 11 | Tenere accesa la speranza           | 14 febbraio 2024 | 20 marzo 2024    |
| 12 | Il regalo                           | 14 febbraio 2024 | 20 marzo 2024    |
| 13 | Ogni inizio ha una fine             | 14 febbraio 2024 | 27 marzo 2024    |
| 14 | Per sempre                          | 14 febbraio 2024 | 27 marzo 2024    |

## Nel nome dell'amore
- Diretto da: Ivan Silvestrini
- Soggetto e sceneggiatura di: Cristiana Farina, Maurizio Careddu

### Trama
Nella colluttazione, il colpo sparato per sbaglio da Rosa ferisce il padre il quale, una volta trasportato in ospedale, si salva per miracolo; nella stessa struttura è ricoverato anche Edoardo. Poco dopo lei e Carmine vengono riaccompagnati all'IPM. Edoardo, nel frattempo, si è salvato grazie a una trasfusione di sangue da parte di un donatore di cui non gli viene rivelato il nome (si tratta di Teresa) e si è risvegliato per la felicità di Carmela e di sua madre.
Luigi e Milos hanno capito che Raffaele è venuto a conoscenza della loro omosessualità, dopo aver notato che egli non fa altro che provocarli ed a cercare sempre la lite. Intanto l'avvocato Alfredo D'Angelo è preoccupato perché, ora che Edoardo è sopravvissuto, teme che possa tentare di vendicarsi su di lui dal momento che è stato complice di Don Salvatore nell'attentato.
La direttrice rimprovera Massimo di quanto accaduto e gli impone per il momento di tenere divisi Rosa e Carmine. Rosa è distrutta perché ha quasi ucciso il padre e viene rincuorata da Kubra. Beppe tenta di conversare con quest'ultima ma lei non intende accettarlo come suo padre e ha scelto di non dire a nessuno la verità solo perché all'IPM ha degli affetti e non vuole andarsene pur avendone la possibilità, dal momento che, se si venisse a sapere che ha un legame di parentela con uno degli educatori, verrebbe immediatamente allontanata. Donna Wanda mette in guardia Carmine perché, se Rosa è stata capace di sparare a suo padre, potrebbe rappresentare un pericolo anche per lui; inoltre è sempre più insofferente nei confronti di Massimo, il quale ha sempre cercato di allontanare Carmine da lei.
Sofia e Beppe sono preoccupati per la nuova detenuta giunta all'IPM, nonché nuova compagna di cella di Giulia, di cui non si conosce l’identità e che è accusata di aver ucciso un ragazzo. Intanto una casa discografica milanese mostra un forte interesse per le canzoni di Giulia. Kubra, invece, convinta da Pino, dice a Beppe di voler di tornare a studiare, aggiungendo però che tra di loro non cambierà nulla; Beppe si mette a disposizione per farle avere una borsa di studio, anche se Sofia è consapevole che sarà lui stesso, senza farlo sapere alla diretta interessata, a pagarle le spese di tasca sua.
Carmela intanto suggerisce al marito di sorvolare, almeno per il momento, sull'attentato alla sua vita voluto da Don Salvatore. Facendo buon viso a cattivo gioco, inoltre, Carmela va all'IPM per scusarsi con Rosa e facendole credere che è pentita di aver accusato Don Salvatore per aver ordinato la morte di Edoardo, venendo ingenuamente creduta dalla stessa Ricci senza tuttavia aver compreso che Carmela la stesse solo manipolando.
Alfredo chiede a Silvia di portare del denaro in contanti custodito in una borsa in un deposito in attesa che venga prelevato ma la ragazza, durante il tragitto, viene importunata da un uomo. Un agente di polizia che era lì giunge in aiuto della ragazza ma, dopo averla vista in possesso di una borsa sospetta, la arresta. Silvia viene riportata all'IPM, questa volta accettando il suo arresto con più serenità poiché dà per scontato che Alfredo la tirerà fuori dal carcere. Kubra è preoccupata per Silvia, avendo capito che lei è ormai così dipendente da Alfredo da accettare ogni conseguenza negativa derivante dal loro malsano rapporto.
Raffaele fa capire al fratello che sa della sua relazione con Milos e che è per questo che lo sta evitando. Massimo tenta di convincere Edoardo a rinunciare una volta per tutte al mondo criminale a cui è tanto devoto, avvertendolo che gli è stata data un'altra possibilità e che lui ha il dovere di coglierla. Nonostante Edoardo gli sia riconoscente per averlo salvato, è evidente che non intende rinunciare ai suoi propositi. Benché Carmela avesse imposto a Teresa di non fare visita a Edoardo, questa va a trovarlo in ospedale nel cuore della notte; Edoardo, vedendola, intuisce che è stata lei a donargli il sangue ed a salvargli la vita. Teresa afferma di essere passata solo per assicurarsi che stesse bene ma i due finiscono per fare l'amore.
- Ascolti: 1.387.000 telespettatori - share 7,49%

## Il vecchio leone e il giovane leone
- Diretto da: Ivan Silvestrini
- Soggetto e sceneggiatura di: Cristiana Farina, Maurizio Careddu

### Trama
Un infermiere, dietro ordine di Don Salvatore, porta Edoardo nella sala per la radiografia, dove ad attenderlo c'è lo stesso Don Salvatore, il quale si assume le proprie responsabilità di quanto accaduto. Edoardo è giovane e non comprende ancora quanto il loro ambiente sia losco, non provando pentimento per aver cercato di farlo uccidere avendo agito per il bene della propria famiglia. Al contempo vuole farsi perdonare e desidera che sia proprio Edoardo a guidare il clan dei Ricci, prendendo così ufficialmente il posto di Ciro.
Intanto, Raffaele continua a sfottere il fratello e Milos, che ora è preoccupato e avverte Luigi del rischio che vengano scoperti. La direttrice si oppone alla richiesta di Beppe di far lavorare Pino fuori dall'IPM e lui la attacca davanti al ragazzo. Per quanto riguarda Valentina, invece, ella ha venduto il contratto di Giulia al produttore Tony Sarnaro ma la ragazza, vista la sua mancanza di disciplina, si rifiuta di lavorare con lui considerandolo troppo arrogante. Diego si mette a studiare con Kubra, ma il suo è un chiaro pretesto per starle accanto. Intanto Pino decide di lavorare in un canile e quindi Beppe cerca di convincere Sofia a concedergli dei permessi d'uscita giornalieri per il lavoro.
Alfredo fa visita a Silvia e le promette di sposarla quando uscirà e di andare a vivere insieme in Sudamerica. Massimo accompagna Rosa in ospedale, lei si scusa con suo padre ma Don Salvatore ha capito che è solo sua la colpa di quanto accaduto, ammettendo che Carmine ama Rosa più di quanto la ama lui ma non osteggerà la loro relazione pur mettendola in guardia, ritenendo che fidarsi di un Di Salvo le porterà solo dispiaceri. Dopodiché Don Salvatore rivela alla figlia il luogo in cui sono custoditi i soldi della famiglia Ricci, del quale solo Alfredo oltre a lei è al corrente; inoltre le chiede di far sì che Luigi si metta in contatto con lui, tramite un cellulare ben nascosto.
Con dei flashback scopriamo di più sul matrimonio di Don Salvatore, ai tempi in cui i suoi figli erano solo dei bambini: la moglie Maria, disgustata dal marito dal momento che odiava il fatto che lui fosse un delinquente spietato, cercò di fuggire da Napoli con i figli. Purtroppo il marito non solo riuscì a impedirglielo, ma la fece internare sotto falso nome in un ospedale psichiatrico; Alfredo mediò per conto dei Ricci una donazione in denaro alla clinica e Don Salvatore fece credere ai figli che la loro madre fosse morta.
La direttrice rimprovera anche Massimo per il rapporto troppo confidenziale che ha con i ragazzi, minacciandolo di fare rapporto. Beppe attacca nuovamente Sofia per la sua ottusità e lei gli tira uno schiaffo in faccia; la donna si presenta poi a casa sua di sera per chiedergli scusa e i due finiscono per fare l'amore.
Rosa fa in modo che Luigi, tramite un cellulare nascosto nelle docce comuni, parli con Don Salvatore per ordinare al ragazzo proteggere sua figlia da tutti, compreso Edoardo; in quel momento giunge Massimo che lo coglie in flagrante con il cellulare e glielo requisisce.
Carmela non si fida di Don Salvatore, benché egli abbia promesso a Edoardo di dividere con lui il suo potere: è ormai evidente che davanti a Don Salvatore sono troppo vulnerabili e che egli potrebbe nuovamente rappresentare una minaccia non solo per Edoardo ma anche per la famiglia, facendo preoccupare Carmela che vuole evitare di fare la stessa fine di Nina. Edoardo, vedendo in Don Salvatore una minaccia, decide di ucciderlo: calata la notte, esce dalla portafinestra grazie alla maniglia che Carmela gli ha nascosto sotto il cuscino, entra furtivamente nella stanza del malavitoso e, dopo avergli immobilizzato il braccio buono, con un cuscino lo soffoca. Edoardo si siede, guarda il cadavere di Don Salvatore e scoppia a piangere, uscendo dalla stanza con aria visibilmente agitata e ancora in lacrime; non si è accorto, però, che una videocamera di sorveglianza ha ripreso Edoardo mentre si aggirava tra i corridoi dell'ospedale.
- Altri interpreti: Gaetano Amato (uomo di Wanda Di Salvo), Fortunato Marco Iannaccone (titolare del canile).
- Ascolti: 1.253.000 telespettatori - share 9,63%

## La testa della lepre
- Diretto da: Ivan Silvestrini
- Soggetto e sceneggiatura di: Cristiana Farina, Maurizio Careddu

### Trama
Sofia dice a Beppe di aver parlato con il giudice di sorveglianza e spiega che Pino ha i requisiti necessari per poter ottenere il permesso per lavorare all'esterno dell'IPM. Pino è felicissimo e abbraccia Beppe perché potrà lavorare in un canile ma, una volta arrivato sul posto di lavoro, si accorge subito di come vengano trattate male le bestie.
Carmela arriva all'ospedale e scopre che Don Salvatore è morto, trovando poi Edoardo sotto shock nella sua stanza. Massimo e la direttrice comunicano la notizia a Rosa, che sprofonda nel dolore. Alfredo va a trovare Edoardo in ospedale senza mostrare rimpianto per aver collaborato con Don Salvatore all'attentato contro di lui, facendo capire a Edoardo che nel loro sistema gli ordini non si discutono e che, in ogni caso, adesso che Don Salvatore è morto c'è un vuoto di potere. Edoardo a questo punto brama i soldi dei Ricci, perché solo con essi può ricostruire il loro clan ma, pur minacciando di morte Alfredo, quest'ultimo si rifiuta di dirgli dove sono nascosti.
Rosa ormai non vuole più aver nulla a che fare con Carmine, credendo erroneamente che sia stata Wanda a far ammazzare Don Salvatore. Mimmo tenta di convincere Carmine a lasciarla perdere ritenendo che quest'ultimo debba allontanarsi da lei e dal suo ambiente.
Con dei flashback viene mostrata meglio l'infanzia di Luigi e Raffaele: gli assistenti sociali li allontanarono dalla madre, affetta da tossicodipendenza. Luigi era dispiaciuto a lasciarla sola al contrario di Raffaele che invece non provava più amore per lei, così i due vennero trasferiti in una casa-famiglia. Luigi sembrava adattarsi bene ma Raffaele, per via del suo carattere ribelle, rifiutava di uniformarsi al nuovo ambiente e decise di tornare a vivere con sua madre; Luigi, per non lasciarlo solo, scelse di seguirlo.
Sofia accompagna in auto Rosa al funerale del padre, cercando di confortarla nel tragitto dato che in passato ha vissuto un dolore simile al suo (perse la sorella Elena, uccisa davanti ai suoi occhi senza una valida ragione). Al funerale di Don Salvatore, oltre a Rosa e Sofia, sono presenti anche Lino, Alfredo, Carmela ed Edoardo. Quest'ultimo, dimesso dall'ospedale, fa ritorno all'IPM. Luigi rivela a Milos che Don Salvatore gli aveva chiesto di mettere Rosa in guardia da Edoardo; effettivamente egli è persino pronto ad avere Edoardo come nemico pur di proteggere la ragazza.
Milos arriva quasi ad aggredire Raffaele non tollerando che lui manchi di rispetto a Luigi. Ormai è chiaro che Raffaele non voglia più avere nulla a che fare con il fratello e vuole cambiare cella, ma Luigi dà comunque per scontato che Raffaele senza di lui non riuscirà a cavarsela da solo. Quando più tardi Luigi cerca di allertare Rosa riguardo a Edoardo, lei gli intima di non fare mai più supposizioni del genere, in quanto lo considera come uno di famiglia e non metterà mai in discussione la sua devozione. In seguito, Rosa incontra Carmine e lo lascia poiché crede che sua madre abbia a che fare con l'omicidio di suo padre.
In parallelo Mimmo ottiene il permesso per uscire e incontrare la madre, ma questa, rifiutandosi perfino di guardarlo in volto, racconta di essere stata pagata per consegnarlo agli uomini di Wanda Di Salvo, alla quale racconta che Carmine vuole andare via da Napoli con Rosa e la figlia e che in tutto questo viene aiutato da Massimo. Donna Wanda, in preda alla rabbia, ordina subito una ritorsione contro il comandante. La sera stessa Consuelo e Massimo si trovano a festeggiare insieme il compleanno del loro figlio al luna park. Dopo aver salutato i due, Consuelo viene rapita e caricata a forza su un furgoncino dagli uomini di Wanda affiancati da Mimmo. La donna viene trascinata in una zona abbandonata e viene violentata dai rapitori; nonostante Mimmo si opponga, è costretto ad assistere impotente alla terribile scena.
- Altri interpreti: Antonio Perna (Roberto), Fortunato Marco Iannaccone (titolare del canile), Lia Carfora (madre di Mimmo).
- Ascolti: 1.187.000 telespettatori - share 6,36%

## Ragione o sentimento
- Diretto da: Ivan Silvestrini
- Soggetto e sceneggiatura di: Cristiana Farina, Maurizio Careddu

### Trama
Massimo e Pietro vedono Consuelo completamente nuda sul letto in evidente stato di shock. Massimo le chiede cosa sia successo e lei gli confessa la tragica esperienza che ha vissuto. Così, Massimo fa chiamare Roberto, un suo amico che lavora in Questura in modo da sporgere denuncia. Consuelo non ha alcun dubbio che in qualche modo siano coinvolti i ragazzi dell'IPM.
Al lavoro, Pino viene rimproverato dal titolare del canile per il modo in cui sta gestendo i cani poiché non sta seguendo le sue indicazioni. Giulia, in sala comune, si mette a leggere ad alta voce la lettera che Gemma ha spedito a Gianni in modo da prenderlo in giro; a quel punto la misteriosa ragazza prende le difese di Gianni, aggredendola, e di conseguenza viene messa in isolamento da Massimo, ormai sopraffatto dalla collera tanto da trattare male persino Carmine, intuendo che ci sia sua madre Wanda dietro l'aggressione ai danni di Consuelo. Mimmo, dal canto suo, è sopraffatto dal rimorso per ciò che è accaduto alla donna.
Massimo è pronto a farsi giustizia da solo se la polizia non riuscirà a scoprire i colpevoli, anche se la direttrice gli raccomanda di stare attento. Massimo racconta tutto a Carmine e questi ne chiede conto alla madre ma lei mente, affermando di essere estranea all'accaduto. Quando Carmine gli spiega che crede nell'innocenza di Wanda, lui si arrabbia accusandolo di essere un ingenuo dal momento che Wanda riesce a manipolarlo in qualsiasi maniera.
Scopriamo di più, tramite dei flashback, sul rapporto tra Wanda e Carmine quando lui era ancora un bambino: era molto legato a Vincenzo, uno degli uomini di fiducia di Don Gabriele (il padre di Carmine). Mentre la famiglia Di Salvo stava pranzando, arrivarono le forze dell'ordine per arrestare Gabriele. Successivamente, Carmine sentì Wanda dialogare con uno dei suoi scagnozzi su Vincenzo: lei non aveva alcun dubbio che era stato lui a consegnare alla polizia le prove per incriminare Gabriele. Carmine, mentre era a casa, sentì degli spari e uscì per strada vedendo Vincenzo senza vita: Carmine capì subito che era stata sua madre a farlo uccidere e probabilmente è stato questo l'evento che più avanti lo spingerà a disprezzare definitivamente il mondo della criminalità.
Carmine a breve lascerà l'IPM: infatti lui e Futura verranno inseriti in un programma di protezione testimoni. Tuttavia egli vuole che anche Rosa possa cominciare a vivere un'esistenza migliore, chiedendo a Sofia di fare richiesta per mandarla in una casa-famiglia, ma lei non desidera altro che raccogliere l'eredità del padre e guidare lei stessa il clan dei Ricci. Ormai esasperati, Massimo e Sofia non intendono farle cambiare idea. Massimo decide di tornare a vivere con Consuelo e Pietro, scusandosi con la moglie per non aver saputo proteggerla.
Durante il colloquio, Edoardo spiega a Carmela che il loro piano sta procedendo bene: Rosa è convinta che sia stata Wanda a far uccidere Don Salvatore, ignorando che l'assassino sia Edoardo, ma ora l'unica cosa che devono fare è convincere Alfredo a rivelare dove sono custoditi i soldi dei Ricci. In questo modo Edoardo ricostruirà il clan e lo comanderà: il suo obiettivo è conquistare Napoli, di conseguenza lui e Carmela non dovranno più dipendere da nessuno.
Pino non è contento di lavorare al canile; il proprietario non pensa al bene dei cani, tenendoli in custodia solo per avere una sovvenzione mensile dallo stato. Uno di loro, Osimhen, al quale Pino si era particolarmente affezionato, muore nel tentativo di scappare strozzandosi da solo con la catena e, trovando tutto ciò ingiusto, Pino mette in scena una protesta sedendosi in mezzo alla carreggiata della tangenziale e bloccando il traffico.
Rosa, pur di allontanare Carmine da lei, inizia a trascorrere più tempo con Luigi: quest'ultimo le giura fedeltà specialmente dopo che Rosa, puntualizzando che ormai è l'ultima sopravvissuta dei Ricci, è pronta a combattere per l'onore della propria famiglia. Infine Rosa e Luigi si baciano davanti agli occhi di Carmine.
- Altri interpreti: Pasquale Risiti (Vincenzo Morra, autista dei Di Salvo), Antonio Perna (Roberto), Carmine Paternoster (Don Gabriele Di Salvo), Fortunato Marco Iannaccone (titolare del canile).
- Ascolti: 1.211.000 telespettatori - share 8,57%

## Questioni di scelte
- Diretto da: Ivan Silvestrini
- Soggetto di: Cristiana Farina, Maurizio Careddu
- Sceneggiatura di: Angelo Petrella

### Trama
Carmine non sopporta di vedere Rosa insieme a Luigi, tanto che nella sala comune, a causa di una provocazione da parte di Raffaele, picchia i fratelli Di Meo. Pino tenta di far ragionare l'amico, ricordandogli che è poco probabile che lui convinca Rosa ad accantonare la sua fedeltà nei confronti della camorra e domandandogli se lei è veramente la persona con la quale desidera crescere Futura.
La protesta di Pino è stata accolta positivamente (gli hanno persino dedicato un articolo di giornale) e gli viene offerto un nuovo lavoro in un ottimo centro cinofilo. Mentre Wanda è in chiesa viene raggiunta da Massimo, il quale le giura che quando troverà la prova che la collega agli uomini che hanno abusato di Consuelo verrà da lei a darle la lezione che merita.
Loredana, la madre di Luigi e Raffaele, che ormai si è disintossicata e vive in un centro di recupero, vuole trascorrere del tempo con i suoi figli. Sofia però accorda un permesso d'uscita solo per Raffaele dal momento che Luigi si è messo nei guai dopo l'episodio della telefonata a Don Salvatore. Da due settimane Alfredo ignora Edoardo: quest'ultimo vuole sapere da lui dove sono nascosti i soldi dei Ricci, quindi Raffaele, pur di conquistarsi la stima di Edoardo, decide di estorcere lui stesso la confessione all'avvocato.
Tramite una serie di flashback si scopre il passato di Alfredo: in passato era un avvocato civilista che si occupava di modeste cause di risarcimento e, per pura coincidenza, conobbe una donna di buona famiglia di nome Gisella (in seguito diventata sua moglie), che lo prese in simpatia e lo portò con sé a una festa dove conobbe Don Salvatore, in affari con il padre di Gisella. Alfredo, quindi, sposandola venne per merito del suocero coinvolto nel loro giro, divenendo un uomo di successo.
Giulia chiede a Beppe un colloquio con Tony, poiché ha cambiato idea e vorrebbe lavorare con lui. Quando Tony raggiunge Giulia all'IPM, le spiega che l'etichetta vuole un'altra canzone; Giulia al momento non ha preparato alcun pezzo ma è lo stesso Tony a fornirle un nuovo brano già pronto, al quale deve aggiungere solo la sua voce. Mentre Beppe è a letto con Sofia, la convince a concedere a Giulia un permesso d'uscita in modo da farla andare nello studio di registrazione per incidere il nuovo pezzo.
Nel giorno del suo compleanno a Silvia viene concesso un permesso d'uscita grazie ad Alfredo, il quale la porta in un ristorante spiegandole che è riuscito a farla scagionare. Lascerà l'IPM di lì a una settimana, quando ci sarà l'udienza, e la invita ad andare a vivere con lui in Brasile, dove ha già acquistato una villa. Si presenta però inaspettatamente Gisella, rivelando di essere la moglie di Alfredo. Silvia ignorava che egli fosse già sposato, anzi Gisella aggiunge che, oltre a lei, ha avuto altre amanti con lui l'ha tradita. Silvia, indignata, va via, non prima di puntare un coltello contro Alfredo minacciandolo di morte se dovesse provare a riavvicinarsi a lei.
Raffaele, dopo aver litigato con la madre si allontana e decide di affrontare Alfredo, il quale confessa a Gisella di amare Silvia. Alfredo abbraccia la moglie dicendole che non può rimanere a Napoli, ormai è terrorizzato dalla figura di Edoardo e, di conseguenza, ha deciso di fuggire. Con la sua auto si reca al Cimitero di Poggioreale dove viene raggiunto da Raffaele, il quale pretende di sapere dove si trova il denaro dei Ricci puntandogli contro la pistola. Alfredo affronta Raffaele e ne sussegue una colluttazione nella quale parte un proiettile. Alfredo, in punto di morte, rivolge a Raffaele le sue ultime parole: «devi dire a Silvia che la amo». In preda al rimorso, Raffaele fugge via.
- Altri interpreti: Massimo Odierna (Tony Sarnaro), Carmen Di Marzo (Gisella), Antonio Perna (Roberto), Corrado Taranto (padre di Gisella).
- Ascolti: 1.007.000 telespettatori - share 5,08%

## Ragazzi fuori
- Diretto da: Ivan Silvestrini
- Soggetto di: Cristiana Farina, Maurizio Careddu
- Sceneggiatura di: Luca Monesi

### Trama
Silvia passa la notte a fare l'amore con un ragazzo che dice di chiamarsi Gennaro, per poi tornare il giorno successivo all'IPM. Intanto Raffaele confessa a Edoardo di aver ucciso Alfredo, ma egli reagisce malissimo colpendolo in volto con un violento schiaffo. Carmela desidera avere da Edoardo un altro bambino, ma lui adesso sembra poco desideroso di allargare la famiglia, poiché ora che Alfredo è morto non ha idea di come trovare il nascondiglio dove sono custoditi i soldi dei Ricci.
Wanda si arrabbia con i suoi uomini: aveva dato solo l'ordine di spaventare Consuelo, non di violentarla, di conseguenza li punisce facendoli uccidere. In seguito, Roberto informa Massimo che gli uomini che hanno abusato di Consuelo sono stati trovati morti; adesso Massimo è in preda alla frustrazione, dato che adesso non vi è alcuna prova che possa incriminare Wanda. Silvia, intanto, rischia una condanna per omicidio: è stato trovato il cadavere di Alfredo e lei è la principale indiziata dato che molti testimoni al ristorante l'avevano vista mentre minacciava di morte Alfredo.
Edoardo intanto non vede bene la vicinanza tra Rosa e Luigi, perciò si mette a provocare quest'ultimo ricordandogli che, pur diventando il braccio destro di Rosa, è sempre Edoardo che comanda all'IPM. Rosa, poco dopo, chiarisce le cose con Luigi: è ben consapevole che lui sia omosessuale e che segretamente ha una relazione con Milos, avendolo notato, ma nessuno dovrà saperlo. Ciò che desidera è che Carmine creda che loro due siano una coppia, seppur lei lo ami ancora ma per il suo bene è meglio che le stia lontano, dato che lui è animato da una speranza che Rosa al momento non possiede.
Con dei flashback si apprende di più sul passato di Giulia: la ragazza, infatti, proveniva da una famiglia benestante ed era studentessa in un liceo artistico, ma doveva fare i conti con la madre Laura, donna dal comportamento rigido e bigotto, la quale non accettava che la figlia potesse avere rapporti sessuali prima del matrimonio. Di nascosto, Giulia si vedeva con un ragazzo con cui però non aveva il coraggio di fare l'amore, temendo eventuali reazioni della madre. Tuttavia, per paura di perderlo, lo invitò a casa sua facendo sesso con lui. A sua insaputa, il ragazzo filmò tutto quanto e diffuse il video in rete; a quel punto Laura schiaffeggiò la figlia, accusandola di aver disonorato la famiglia. Quest'ultima, anche in reazione alle prese in giro delle compagne di scuola, iniziò a manifestare una personalità fredda e apatica.
Carmine, il quale presto dovrebbe andare in una casa-famiglia con Futura, confessa a Massimo che l'idea di lasciare l'IPM in parte lo rattrista, perché dovrà separarsi da lui e dai propri amici, sentendo che perderà una parte importante della sua vita. Massimo lo conforta, abbracciandolo. Raffaele, intanto, è sopraffatto dal rimorso per aver ucciso Alfredo; la rabbia di Edoardo però si è placata, quest'ultimo non è più arrabbiato con lui e cerca anche di rincuorarlo.
Più tardi Teresa va in sala colloqui all'IPM dando a Edoardo un'inaspettata notizia: aspetta un bambino da lui. Edoardo è felicissimo, anche se Teresa è disposta a crescerlo da sola sapendo che egli ha già una famiglia. Edoardo intende comunque far parte della sua vita però Teresa pone delle condizioni: il bambino, al contrario di Edoardo, deve crescere in un ambiente sicuro e lui deve cambiare vita, in quanto è sopravvissuto all'attentato e quindi non può continuare a gettare via il proprio futuro vivendo di criminalità. Oltretutto il padre di Teresa gli offrirà un lavoro nella sua azienda, per cui adesso Edoardo deve fare un tentativo per diventare una persona migliore. 
Gianni tenta di aiutare la ragazza misteriosa a familiarizzare con il pianoforte, come Filippo fece con lui; la ragazza gli mostra un disegno di lei insieme a un bambino, con uno scenario di guerra sullo sfondo. La ragazza, in seguito, in cella inizia a sentirsi male, quindi Nunzia la porta in ospedale. Dato che Gianni ha un permesso d'uscita, Giulia lo invita a seguirla allo studio di registrazione, convincendolo a perdonarla per avergli rubato la canzone. Lei vuole trasferirsi a Milano e desidera che Gianni venga con lei, ritenendo che insieme potrebbero diventare due musicisti di successo. Gianni si lascia convincere e, una volta arrivati allo studio di Tony, quest'ultimo fa cantare a entrambi il nuovo pezzo; Tony è soddisfatto, ritenendo che il pezzo sia perfetto per il Festival di Sanremo. Nunzia, che è insieme alla ragazza misteriosa di ritorno dall'ospedale, va allo studio di registrazione per riportare all'IPM anche Gianni e Giulia, ma quest'ultima appicca un incendio con l'intento di bruciare il contratto che la legava a Tony. Purtroppo la stessa Giulia rimane intrappolata tra le fiamme e Gianni si precipita a salvarla, seguito dalla ragazza misteriosa che urla il suo nome.
- Altri interpreti: Luca Varone (Angelo), Chiara Iezzi (Laura Bertolacci), Massimo Odierna (Tony Sarnaro), Gaetano Amato (Rino, uomo di Wanda Di Salvo), Antonio Perna (Roberto).
- Ascolti: 976.000 telespettatori - share 6,42%

## Il prezzo del cambiamento
- Diretto da: Ivan Silvestrini
- Soggetto di: Cristiana Farina, Maurizio Careddu
- Sceneggiatura di: Angelo Petrella

### Trama
Gianni, insieme alla ragazza misteriosa, salva Giulia dalle fiamme: quest'ultima è soddisfatta perché ha ottenuto ciò che voleva, ovvero bruciare il contratto che la costringeva a lavorare con Tony e, dal momento che l'incendio da lei appiccato non ha fatto vittime, non mostra nessun rimorso. La misteriosa ragazza, ormai affezionatasi a Gianni, inizia a conversare con lui rivelandogli di chiamarsi Alina e di essere originaria dell'Ucraina.
Teresa desidera presentare Edoardo ai suoi genitori, Enrico e Isabella, invitandolo a casa sua per una cena attraverso un permesso d'uscita. Intanto Pino, mentre porta a spasso i cani, vede un locale in affitto e ne porta via il cartello.
Massimo, Sofia e Beppe informano Giulia che, in seguito all'episodio del rogo allo studio di registrazione e avendo lei ormai compiuto 18 anni, finirà nel carcere di San Vittore: hanno ormai capito che lei ha una mente deviata e non può continuare a rimanere all'IPM. Sofia dà a Carmine una buona notizia: il magistrato inserirà lui e Futura nel programma di protezione e a breve egli potrà lasciare il carcere.
Carmine non è così contento all'idea di andarsene perché non vuole separarsi da Rosa, ma Pino cerca di fargli capire che lui non può fermare la guerra tra i Di Salvo e i Ricci e l'unica cosa che può fare è abbandonare Napoli con la figlia. Luigi è sempre più stufo di tenere nascosta la sua omosessualità mentre Milos ritiene che sia lo scotto da pagare dato che Luigi desidera diventare un membro di spicco della camorra: se tutti scoprissero che è gay, nessuno nel loro sistema lo accetterebbe.
Con dei flashback scopriamo i motivi dell'arresto di Alina: lei e il fratellino Demyan, orfani della guerra, vennero mandati in un orfanotrofio e una famiglia italiana adottò Demyan. Il bambino abbandonò l'orfanotrofio, ma Alina non si rassegnava all'idea di perderlo e scappò quindi dalla struttura per ritrovare il fratellino ma, mentre camminava per strada, un uomo dall'aria pericolosa la inseguì, tentò di farle del male e Alina lo uccise per legittima difesa.
Giulia strappa gli articoli di giornale dedicati ai suoi successi, mostrando per la prima volta disprezzo nei propri confronti e, al momento di lasciare l'IPM, arriva solo Raffaele a salutarla, spronandola a non perdere fiducia nel suo talento, perché lui è convinto che Giulia diventerà una grande cantante. Nel frattempo Gianni le lancia un'occhiata sprezzante.
Edoardo va a cenare a casa di Teresa e, quando rimane solo con Enrico, il padre della ragazza, quest'ultimo mette in chiaro le proprie intenzioni: non intende intromettersi tra lui e Teresa, ben consapevole che la figlia, pur di non perderlo, sarebbe disposta a fare una stupidaggine; inoltre, non lo ritiene necessario perché dà per scontato che Edoardo riuscirà ad allontanarla da solo quando Teresa capirà che lui è un criminale totalmente irrecuperabile.
Diego non ottiene il permesso d'uscita per commemorare la defunta madre in occasione dell'anniversario del suo compleanno, ma Beppe gli fa una sorpresa: infatti gli permette di uscire dal carcere per pochi minuti, facendo galleggiare una barchetta sull'acqua con sopra dei fiori, in memoria della madre di Diego. Carmine mette in mano a Rosa un coltello e gli dà la possibilità di ucciderlo, ma lei non trova il coraggio di farlo, dopodiché i due si baciano con passione. Infine Carmine la sorprende chiedendole di sposarlo.
Consuelo ormai è perseguitata dalla paura, a stento ha il coraggio di uscire di casa e preferisce lasciare Pietro alle cure del marito, quindi raggiunge l'IPM con figlio e, nel cortile, riconosce la voce di Mimmo ricordandosi che lui era presente quando venne violentata.
- Altri interpreti: Peppe Miale (Enrico Polidori), Ilenia Incoglia (madre di Teresa), Francesca Solombrino (madre adottiva di Demyan), Marco Palmieri (educatore di Alina), Luca Ambrosino (principale di Pino), Luca Lombardi (Gennaro Cuomo), Arsem Tkachuk (Demyan Donetzki).
- Ascolti: 1.094.000 telespettatori - share 5,80%

## Morire insieme
- Diretto da: Ivan Silvestrini
- Soggetto e sceneggiatura di: Cristiana Farina, Maurizio Careddu

### Trama
Consuelo, dopo aver visto Mimmo, lascia subito l'IPM e chiede aiuto a Beppe. Mentre Pietro si trova all'IPM, trova la chiave del ripostiglio in cui Massimo custodisce la propria pistola di ordinanza, rubandola.
Quando Massimo scopre che a Edoardo sono stati concessi i permessi d'uscita giornalieri per lavorare con il padre di Teresa, cerca di fargli capire che questa situazione lo metterà in difficoltà con Carmela, ma il ragazzo rimane indifferente: il comandante si rende conto che ormai non gli interessa più aiutarlo, comprendendo che quest'ultimo non riuscirà mai a cambiare e diventare una persona responsabile.
Pino inizia a ristrutturare il locale che ha preso in affitto approfittando dei permessi d'uscita, anche grazie alla madre che si occupa dei cani al suo posto. Edoardo omette di dire a Carmela che lavorerà nell'azienda del padre di Teresa e le assicura di voler ancora trovare i soldi dei Ricci; tuttavia adesso preferisce concentrarsi sul suo nuovo lavoro, in modo da ottenere gli arresti domiciliari per avere un maggior margine di manovra.
Edoardo rimane in un primo momento colpito dall'ambiente altolocato dove di lì a poco inizierà a lavorare, tuttavia gli vengono affidate delle mansioni d'ufficio estremamente noiose. Enrico cerca di aiutare Edoardo a cambiare vita solo perché Teresa (quando aveva scoperto di essere incinta con grande delusione dei genitori) aveva minacciato di scappare di casa se lui non avesse fatto un tentativo per riabilitarlo. La ragazza non riesce più a ragionare lucidamente a causa dell'amore tossico che la lega a Edoardo: infatti, benché lui sia un giovane camorrista nonché sposato e con un figlio, niente riesce a farle rinunciare all'idea che loro due staranno insieme così come inutile era stato anche il tentativo di Isabella di convincerla ad abortire.
Alina confessa a Gianni che è venuta in Italia per cercare il suo fratellino e lui le consiglia di farsi visitare da uno psicologo. Lei apparentemente accetta e Nunzia la porta dallo psicologo, ma Alina approfitta dell'occasione per scappare dalla finestra del bagno.
Wanda porta Futura all'IPM e Massimo permette solo alla bambina di entrare nell'istituto. Carmine e Rosa si divertono a giocare con la piccola, tuttavia Rosa non è sicura che sposare Carmine sia la scelta migliore. Rosa chiede a Sofia di portarla al mausoleo dei Ricci, sperando che lì trovi la serenità che le servirà per prendere la decisione più giusta, ma anche dopo tale visita non riesce a trovare le risposte che cercava. Ormai Rosa e Sofia si sono affezionate l'una all'altra e quest'ultima le spiega che quando la sorella morì commise lo sbaglio di cercare rifugio nell'odio, invitando Rosa a non commettere lo stesso errore perché è l'amore la risposta ai problemi.
Massimo scopre che la sua pistola è sparita: dando per scontato che a rubarla sia stato uno dei detenuti, li costringe a rimanere fuori in cortile tutta la notte: proprio lì Rosa accetta la proposta di matrimonio di Carmine e tutti i ragazzi si mettono ad applaudire.
- Altri interpreti: Ilenia Incoglia (madre di Teresa), Peppe Miale (padre di Teresa), Antonello Cossia (vigilantes dell'azienda dei Polidori).
- Ascolti: 1.063.000 telespettatori - share 7,97%

## Crescere troppo in fretta
- Diretto da: Ivan Silvestrini
- Soggetto e sceneggiatura di: Cristiana Farina, Maurizio Careddu

### Trama
Rosa chiede a Sofia di trasferirla in una casa-famiglia: ora che lei e Carmine hanno deciso di sposarsi, Rosa vuole cambiare vita. Carmine invece chiede a Massimo di fargli da testimone ma lui non pare interessato, essendo al momento concentrato nel ritrovamento della pistola; in effetti Beppe e Sofia avanzano l'ipotesi che possa essere stato Pietro a rubarla al padre.
Kubra tiene l'esame per la maturità davanti alla commissione, facendo un discorso convincente e appassionato sulle violazioni dei diritti civili sulle donne straniere. Diego deve sostenere l'esame per il diploma di scuola media, ma si fa cogliere dal panico e vi rinuncia; in un momento di sconforto bacia Kubra e le confessa di amarla, mettendola in imbarazzo. Beppe convince la commissione a posticipare l'esame di Diego in modo da dargli un'altra opportunità.
Consuelo parla con Beppe in un chiosco del coinvolgimento di Mimmo nello stupro: Beppe le chiede se veramente lui fosse lì quella sera ma Consuelo non ha alcun dubbio, tuttavia egli ritiene che la cosa migliore sia trasferire Mimmo in un altro carcere perché, se Massimo scoprisse che lui era coinvolto, potrebbe decidere di fargli del male. Consuelo e Beppe non si sono accorti che Pietro era lì e che ha ascoltato tutta la conversazione.
Con dei flashback si scopre di più sul passato di Ciro: arrabbiato con il padre per non aver presenziato all'anniversario della morte di Maria, iniziò a trovare sospettoso che Don Salvatore non avesse mai mostrato dolore per la scomparsa della moglie. Sopra un mobile trovò dei documenti inerenti alla clinica psichiatrica dove la madre era stata internata; recatosi lì scoprì che Maria era ancora viva, ma Ciro si dovette allontanare perché la sua presenza aveva attirato l'attenzione di un'infermiera.
Nunzia chiede a Gianni delle informazioni sulla sua amica dato che è sparita, lui allora le confessa che si chiama Alina e che è venuta in Italia per cercare il fratellino. Per merito di queste informazioni, l'IPM indaga fino a scoprire che il nome completo della ragazza è Alina Donetzka, quindi la polizia la ritrova riportandola all'IPM. Alina si sente tradita da Gianni per aver aiutato le autorità a riportarla in carcere, ma anche lui le rinfaccia di averlo manipolato con la scusa di andare dallo psicologo al fine di fuggire.
Per Lino e Silvia è sempre più difficile celare la loro reciproca attrazione, così i due si baciano per la seconda volta. Intanto Rosa annuncia a Carmela che lei e Carmine si sposeranno: Carmela è felicissima per l'amica e accetta con gioia di farle da damigella.
Luigi, stufo di vedere Edoardo vicino a Raffaele, lo affronta, ma Edoardo, non tollerando il suo atteggiamento, lo picchia con brutalità. Milos non ha il coraggio di intervenire e a fermare Conte ci pensa Raffaele, che prende le difese del fratello, riuscendo così a riconciliarsi con lui. Subito dopo, Luigi, quasi a voler provocare Edoardo, fa coming out davanti a tutti i detenuti in quanto ormai non se ne vergogna più e, allo stesso tempo, tronca con Milos perché secondo lui la scelta di non difenderlo da Edoardo è stata anche una scelta di campo.
Pietro va all'IPM e una volta raggiunto il cortile si ritrova davanti Mimmo, gli punta contro la pistola nascosta dallo zaino, volendo farsi giustizia da solo per quello che è accaduto a sua madre. A quel punto Mimmo rimane immobile, decidendo di non opporre resistenza.
- Guest: Giacomo Giorgio (Ciro Ricci), Raiz (Don Salvatore Ricci).
- Ascolti: 1.149.000 telespettatori - 6,46% share

## C’è sempre una prima volta
- Diretto da: Ivan Silvestrini
- Soggetto di: Cristiana Farina, Maurizio Careddu
- Sceneggiatura di: Angelo Petrella

### Trama
Pietro non trova il coraggio di sparare a Mimmo, interviene Massimo che pretende dal figlio una spiegazione e lui gli rivela che Mimmo era complice degli uomini che hanno violentato la madre. Consuelo ammette che ha preferito non confessare nulla a Massimo perché era spaventata da come lui avrebbe reagito, in ogni caso non intende sporgere denuncia contro Mimmo temendo che ciò possa far arrabbiare Wanda; ormai Consuelo è così spaventata da non volere nemmeno giustizia.
Diego è indifferente nei confronti dell'omosessualità di Luigi, poiché lui e Raffaele sono la sua famiglia e per Diego non cambia nulla. Alina spiega a Gianni che all'inizio credeva che il fratellino vivesse a Baia, avendo sentito i genitori adottivi menzionarla quando lo portarono via dall'orfanotrofio.
Rosa spiega a Luigi che da ora non dovrà più lavorare per lei, in quanto non è più interessata alla camorra e non intende nemmeno fare uso del denaro di Don Salvatore (sapendo che sono soldi sporchi) e di conseguenza, pur non volendo rivelare a nessuno dove quel denaro è nascosto, è disposta a lasciare a Edoardo il controllo del clan Ricci. Ormai sono i Di Salvo che hanno il controllo delle piazze di spaccio, ma Luigi e Raffaele non si arrendono e vogliono trovare il denaro dei Ricci.
Carmine ottiene la scarcerazione: per i primi giorni vivrà con Wanda in attesa che Rosa esca di prigione in modo che loro due, insieme a Futura, entrino nel programma di protezione testimoni. Kubra ottiene un permesso d'uscita, e Pino la porta nella nuova casa e i due per la prima volta fanno l'amore. Lino spiega a Silvia che quello che prova per lei va oltre l'attrazione, ma Silvia non ritiene che sia una buona idea che Lino si avvicini a lei, dato che probabilmente dovrà scontare vent'anni di reclusione per omicidio e non vuole che Lino abbia problemi per causa sua.
Si scoprono ulteriori dettagli, con altri flashback, su Ciro e la madre Maria: quest'ultima fuggì dalla clinica grazie a Ciro che aveva corrotto un infermiere. Ciro le trovò una casa e le procurò dei nuovi documenti, e da allora in poi il suo nome sarebbe stato Assunta Esposito. Maria desiderava incontrare Rosa, voleva allontanare lei e Ciro dal padre, conscia che il figlio più grande Pietro era ormai perduto, tuttavia Ciro per il momento non riteneva che un incontro tra Maria e Rosa sarebbe stata una buona idea; inoltre Maria aveva capito che Ciro ormai era diventato parte integrante del gruppo camorrista di Don Salvatore. Qualche tempo dopo, Maria sentì al telegiornale che Ciro era stato arrestato per l'omicidio di Francesco, venne portato all'IPM e intorno a Ciro si formò il gruppo costituito da lui, Edoardo, Milos, Gaetano e Totò. Nel penitenziario non c'era rispetto per la gerarchia e Ciro lo trovava intollerabile, quindi decise che lui e il suo gruppo avrebbero preso il controllo del carcere in modo che tutti avrebbero temuto lo strapotere della famiglia Ricci. Maria era andata all'IPM a trovare Ciro, ma con le lacrime agli occhi preferì non vederlo rimanendo all'esterno del carcere.
Carmela scopre per puro caso che Edoardo lavora nell'azienda della famiglia di Teresa, intuendo che loro due stiano ancora insieme. Carmela affronta Edoardo colpevole di aver tradito un'altra volta la sua fiducia. Per la prima volta Edoardo decide di essere sincero con lei, le vuole bene e se desidera restare al fianco di Edoardo lui può accettarla solo come sua moglie e come madre del loro bambino, ma non rinuncerà a Teresa e se Carmela non se la sente di rimanere con Edoardo, egli è pronto a separarsi da lei.
Mentre Pino è al centro cinofilo, guarda la banca dati dei cani registrati e legge il nome Baia. All'IPM Pino spiega a Gianni che Baia è il nome di un cane, probabilmente appartiene alla famiglia che ha adottato Demyan; inoltre Pino è riuscito a risalire all'indirizzo della loro casa, che si trova proprio a Napoli. Carmine lascia l'IPM, lui e Pino si abbracciano, ammettendo che la loro amicizia all'interno del penitenziario ha aiutato entrambi a crescere. Infine Carmine abbandona l'IPM incoraggiando tutti i detenuti a non perdere la speranza. Massimo intanto, entra nella cella di Mimmo e con un tono minaccioso lo costringe a seguirlo.
- Altri interpreti: Antonello Cossia (vigilantes dell'azienda dei Polidori), Luca Ambrosino (principale di Pino).
- Guest: Antonio Orefice (Antonio "Totò" Ascione), Nicolò Galasso (Gaetano 'o Pirucchio Sannino), Giacomo Giorgio (Ciro Ricci).
- Ascolti: 1.169.000 telespettatori - 9,53% share

## Tenere accesa la speranza
- Diretto da: Ivan Silvestrini
- Soggetto e sceneggiatura di: Cristiana Farina, Maurizio Careddu

### Trama
Massimo porta Mimmo sul tetto e con la minaccia di strangolarlo lo costringe a dirgli per chi lavoravano gli uomini che hanno violentato Consuelo, sentendosi tradito dopo tutti i suoi tentativi di aiutarlo. Mimmo, in preda allo sconforto, ammette che è stata tutta opera di Wanda: a quel punto Massimo entra nella casa della donna e le punta contro una pistola, si prepara a ucciderla ma interviene Carmine che lo convince a risparmiarle la vita, spiegandogli che, se si macchierà di omicidio, diventerà un uomo che lui non potrebbe più stimare. Carmine e Massimo si abbracciano e quest'ultimo lascia la casa di Wanda.
Carmine è fuori di sé dalla rabbia: ora ha capito che Wanda è una persona di cui non può fidarsi, anche se non è stata lei a ordinare ai suoi uomini di violentare Consuelo ma è comunque responsabile di quanto accaduto. Wanda è consapevole di essere una persona orribile e si giustifica affermando che ha scelto di diventare così per proteggere Carmine e preservarne l'innocenza, ma lui non vuole nemmeno ascoltarla, prende Futura e lascia la casa trasferendosi da Beppe e promettendo a Wanda che d'ora in poi non rivedrà più lui né Futura.
Sofia dice a Rosa che il giudice del tribunale dei minori ha autorizzato il matrimonio e dopo la cerimonia lei e Carmine andranno a vivere in una località protetta con una nuova identità. Rosa è contenta anche se ammette che ciò che le dispiace è che lei e Sofia non si rivedranno mai più. Luigi rimprovera Rosa per la sua decisione di rinnegare il clan Ricci, lei tenta di convincere Luigi ad abbandonare le sue ambizioni criminali ma lui è irremovibile, accusandola di non comprendere quanto per lui sia difficile vivere di stenti dal momento che Rosa è cresciuta in una famiglia cha ha potuto mantenerla.
Gianni dà ad Alina l'indirizzo della casa dove ora vive Demyan, spiegandole che deve solo aspettare che le venga concesso un permesso d'uscita per andare a trovarlo. Kubra confessa a Silvia di non amare più Pino, anche dopo aver fatto l'amore con lui. Intanto Raffaele sogna la morte di Alfredo e a quel punto Luigi, intuendo che Raffaele è agitato per qualche strano motivo, lo convince a essere sincero con lui: Raffaele gli rivela tutta la verità, confessando che Alfredo è morto per mano sua e non trova giusto che Silvia debba scontare una pena per omicidio dato che lei non è colpevole. Luigi cerca di convincerlo a non dire niente: per quanto riguarda Silvia, dato che non è stata lei a uccidere Alfredo, prima o poi emergerà una prova della sua innocenza.
Carmela va da Teresa rinfacciandole il suo egoismo, essendo lei cresciuta in una famiglia benestante e con due genitori che le vogliono bene. Carmela, al contrario, non ha mai conosciuto l'amore genitoriale, dato che sua madre è morta quand'era piccola e il padre aveva tentato di molestarla, per cui aveva solo Edoardo e Teresa è riuscita a portarglielo via. Anche se Teresa è mortificata, ammette che ormai non rinuncerà più a Edoardo e a quel punto Carmela la spinge per terra per poi pentirsene quando scopre che la ragazza è incinta. Il bambino sta bene ma Enrico mette in chiaro con Edoardo che una cosa del genere non deve più ripetersi, spronandolo a risolvere la questione con Carmela.
Quando Carmela va a trovare Rosa all'IPM, quest'ultima decide di rivelarle dove sono nascosti di soldi dei Ricci, facendole capire che per troppo tempo ha commesso l'errore di perdonare Edoardo davanti alle sue infedeltà e ritenendo che Carmela meriti qualcuno che la ami e che le sia devoto, quindi decide di dare a lei i soldi di Don Salvatore in modo che possa lasciare Napoli con il suo bambino e cambiare vita.
Massimo riesce a ricucire il rapporto con Consuelo e Pietro; lei ha cambiato idea, decidendo di denunciare Mimmo. Intanto Wanda, rimasta sola dopo l'abbandono di Carmine, decide di mettersi in contatto con un suo uomo che lavora al tribunale, facendo intuire che abbia in mente qualcosa. Rosa lascia l'IPM, saluta con affetto Silvia e Kubra e le tre ragazze si stringono in un forte abbraccio. Rosa per un po' vivrà a casa di Sofia in attesa del giorno delle sue nozze.
- Altri interpreti: Peppe Miale (Enrico Polidori).
- Ascolti: 1.307.000 telespettatori - 6,61% share

## Il regalo
- Diretto da: Ivan Silvestrini
- Soggetto e sceneggiatura di: Cristiana Farina, Maurizio Careddu

### Trama
Un ragazzo di nome Angelo va in commissariato, si costituisce, colpevole di aver rubato un'auto investendo una donna, e viene quindi portato all'IPM. Kubra, in sala comune, non riuscendo a contenere la sua felicità per il diploma ottenuto, confessa a tutti che Beppe è suo padre abbracciandolo. Intanto Alina, sul tetto dell'IPM, sotto lo sguardo di Nunzia, salta tuffandosi nell'acqua del mare, evadendo dal carcere.
Rosa va a casa sua accompagnata da Sofia, prendendo un po' della sua roba, nella sua mente riaffiorano gli animosi litigi tra i suoi genitori; inoltre la ragazza prende l'abito da sposa che apparteneva a Maria, intendendo indossarlo lei stessa quando sposerà Carmine. Il corso di pizzeria di Tonino finirà a breve, quindi l'IPM inaugurerà un corso di caffè.
Alina trova Demyan in uno zoo con la sua famiglia adottiva ma decide di non farsi vedere, poi torna all'IPM confessando a Sofia di sentirsi più serena constatando che il fratello è felice accanto ai suoi genitori adottivi. Purtroppo Kubra è costretta a spezzare il cuore di Pino, il quale già programmava di andare a vivere con lei una volta scontate le loro pene in carcere: lei gli vuole bene ma non lo ama, per cui la loro relazione è ormai finita.
Massimo si scusa con Mimmo per come si era comportato, ma lui non gli porta rancore, comprende la sua rabbia ma lo stesso Massimo cerca di convincerlo a testimoniare contro Wanda, essendo il solo modo per mandarla in prigione. Benché all'inizio Mimmo si opponga, cambia poi idea decidendo di farla incriminare; tuttavia, Roberto va a casa di Wanda per arrestarla ma lei non c'è.
Luigi e Raffaele comprendono di aver fatto un errore a finire all'IPM: loro volevano diventare parte integrante del clan dei Ricci ma tutto è sfuggito al loro controllo tra l'inaffidabilità di Edoardo, la morte di Don Salvatore e l'imminente matrimonio di Rosa. Allo stato dei fatti, l'unica cosa che i fratelli Di Meo possono fare è impadronirsi dei soldi dei Ricci una volta scoperto dove sono nascosti.
Mentre Rosa è da sola nella casa di Sofia riceve l'inaspettata visita di Wanda, che con modi ambigui le porta un pacco regalo: Rosa lo apre e scopre che dentro c'è un cellulare. Wanda, con aria compiaciuta, afferma che è arrivato il momento che Rosa scopra l'identità dell'assassino di Don Salvatore.
- Altri interpreti: Francesca Solombrino (madre adottiva di Demyan), Antonio Perna (Roberto), Arsen Tkachuk (Demyan Donetzka).
- Ascolti: 1.268.000 telespettatori - 7,73% share

## Ogni inizio ha una fine
- Diretto da: Ivan Silvestrini
- Soggetto e sceneggiatura di: Cristiana Farina, Maurizio Careddu

### Trama
Rosa guarda il video sul cellulare che Wanda le ha regalato, da cui si vede Edoardo entrare e uscire dalla camera da letto dove Don Salvatore si trovava in osservazione la sera del suo omicidio, prova inconfutabile che è lui l'assassino. Wanda aveva fatto tenere d'occhio Don Salvatore e, ottenuta la prova della colpevolezza di Edoardo, ha preferito tenerla per sé ma ora ha deciso di mettere anche Rosa al corrente della verità, scoprendo che a ucciderle il padre è stato il ragazzo che ha sempre considerato alla stregua di un membro della propria famiglia. È evidente che Wanda, per punire Carmine di averla abbandonata, vuole portargli via Rosa dando per scontato che lei, invece di seguire Carmine nel programma di protezione, tenterà invece di guidare il clan pur di non lasciarlo nelle mani di Edoardo.
Pino soffre per la sua rottura con Kubra, a quel punto Beppe gli fa capire che lui ha un buon cuore e quelli come lui soffrono più facilmente, tenendo presente che Kubra è stata il suo primo amore. Sofia decide di non fare rapporto su Beppe, ma Kubra verrà momentaneamente trasferita all'IPM di Torino dandogli il tempo di riconoscerla legalmente, così la ragazza potrà in seguito andare a vivere insieme al padre. Maddalena permette a Diego di parlare con Kubra sul tetto dell'IPM e quest'ultima gli spiega che prenderanno strade diverse dal momento che si trasferirà a Torino, pur volendogli bene ma non essendo innamorata di lui e che il bacio è stato solo un errore. Kubra adesso non è pronta per l'amore, vuole concentrarsi sulle proprie ambizioni, spronando Diego a fare altrettanto perché egli deve concentrarsi sul suo futuro.
Massimo decide di licenziarsi ma Sofia bonariamente strappa la sua lettera di dimissioni, ritenendo che il perdono è il principio che deve guidare la vita. Lino tenta di aiutare Silvia a dimostrare la sua innocenza, ma il suo unico alibi è il ragazzo che dichiarava di chiamarsi Gennaro con cui la sera della morte di Alfredo aveva fatto l'amore. Purtroppo Lino non è riuscito a trovarlo avendo pochi elementi su cui lavorare. Wanda viene arrestata durante un controllo stradale, a causa della denuncia depositata da Mimmo per essere stata la mandante della violenza sessuale subita da Consuelo. Ma nel suo volto non c'è paura.
Durante il corso di pizzeria, Silvia incontra Angelo, il ragazzo con cui aveva avuto un rapporto sessuale qualche sera prima e che quindi non si chiama Gennaro; tuttavia egli nega di conoscerla. Silvia si arrabbia davanti a tutti perché, nonostante Angelo possa dimostrare la sua innocenza, nega di averla mai incontrata fuori dall'IPM; a quel punto, Lino e Kubra la convincono a calmarsi. Silvia porta Angelo nell'ufficio di Sofia in modo da avere un confronto con lui davanti a Massimo e alla direttrice, ma Angelo è irremovibile, afferma di non averla mai incontrata e di conseguenza Silvia non riesce più a controllare la sua rabbia, tanto che Maddalena si vede costretta a portarla via. Massimo e Sofia trovano strana questa faccenda, perché Alfredo è morto la sera in cui Angelo ha investito quella donna, quindi se avesse fatto sesso con Silvia quella notte anche lui avrebbe un alibi che lo proscioglierebbe dal suo capo d'accusa ma stranamente non vuole ritrattare le sue dichiarazioni.
Luigi e Raffaele ricevono la visita della madre, ormai ripulita dalle droghe da dodici mesi, desidera trascorrere con loro il giorno di Ferragosto. Carmela va a trovare Edoardo, arrabbiato con la moglie per quello che ha fatto a Teresa, dichiarando che a breve presenterà un'istanza di divorzio. Carmela si diverte a provocarlo rivelandogli che ormai conosce il luogo dove i soldi dei Ricci sono custoditi, li userà per lasciare Napoli portando con sé il bambino e in questo modo Edoardo non rivedrà più il piccolo Ciro. Benché Carmela sia palesemente disgustata dal marito, tenta con arroganza una riconciliazione con lui e, se tornerà con lei, si divideranno il denaro dei Ricci, mentre in caso contrario potrà rimanere con Teresa sottoponendosi alle condizioni di quest'ultima e della sua famiglia.
Kubra lascia l'IPM, salutando con affetto il padre e anche Silvia, che ormai considera una sorella: ciò che vuole è studiare legge in modo da aiutare i ragazzi come loro. Pino saluta affettuosamente la ragazza, ammettendo che grazie a lei è diventato una persona migliore. Rosa decide di passare una giornata in barca con Carmine ed entrambi parlano del futuro che avranno insieme. Rosa decide di concedersi a lui benché Carmine volesse aspettare la prima notte di nozze.
Mentre la madre di Mimmo sta guidando, due uomini su una moto si avvicinano a lei e le consegnano una busta, quando la apre e vi trova delle foto di lei con i suoi bambini insieme a tre pallottole, intuendo che è opera di Donna Wanda che chiaramente la sta minacciando: se Mimmo testimonierà contro di lei, farà del male ai suoi figli.
- Altri interpreti: Lia Carfora (madre di Mimmo).
- Ascolti: 1.074.000 telespettatori - 5,44% share

## Per sempre
- Diretto da: Ivan Silvestrini
- Soggetto e sceneggiatura di: Cristiana Farina, Maurizio Careddu

### Trama
Diego sostiene di nuovo l'esame di terza media riuscendo anche a superarlo e Beppe, orgoglioso di lui, lo abbraccia. Mimmo riceve la visita di sua madre che lo supplica di ritirare la denuncia contro Wanda Di Salvo, pena la morte dei suoi fratellini. Raffaele, nel cuore della notte, ha ancora incubi sulla morte di Alfredo e viene svegliato da Luigi, al quale racconta di aver ucciso l'uomo al Cimitero di Poggioreale, ricordando uno strano dettaglio: Alfredo nella sua auto portava un borsone vuoto. Luigi intuisce che i soldi dei Ricci si nascondono proprio lì e che chiaramente Alfredo voleva riempire il borsone con il denaro, motivo per cui si era diretto lì.
Benché Enrico avesse programmato una giornata in barca con Teresa e Edoardo, quest'ultimo convince la ragazza a rimanere a casa con lui. Ormai Enrico è costretto a constatare che la figlia, nella sua ingenuità, non riesce a capire che Edoardo le impone la sua volontà. Edoardo fa l'amore con Teresa, ma poi, mentre lei dorme, decide di andarsene lasciandole una lettera dietro alla cornice di una foto: ha deciso di dirle addio, imbrattando il Pollock che Enrico aveva appena acquistato.
È arrivato Ferragosto e Beppe ha organizzato una grigliata nel cortile per tutti i detenuti, a parte Luigi, Raffaele, Milos ed Edoardo che sono fuori coi permessi d'uscita. Quest'ultimo incontra Carmela, chiedendole di ritornare con lui e di dividere insieme i soldi dei Ricci, ritenendo che al fianco di Teresa avrebbe dovuto sottomettersi alle regole che il padre di lei gli avrebbe imposto. Edoardo vuole conquistare Napoli e desidera farlo insieme a Carmela, promettendole che da quel momento si dedicherà solo a lei. Carmela lo perdona, mettendolo però in guardia: se la tradirà un'altra volta lo ucciderà.
Rosa prova il suo abito da sposa, ma la sua mente è pervasa dal ricordo del padre. Sofia e Rosa raggiungono, accompagnate da un autista, la chiesa dove si terrà il matrimonio. Rosa chiede a Sofia di precederla, preferendo rimanere sola ancora un po'. Nella chiesa c'è anche Maria che chiaramente vuole assistere al matrimonio della figlia, ma Carmine trova strano che Rosa non abbia ancora raggiunto l'altare, così esce dalla chiesa e la vede ai piedi della scalinata. I due non si scambiano nemmeno una parola, si guardano intensamente e Carmine capisce che lei non lo sposerà: Rosa chiede all'autista di portarla via, con evidente rassegnazione di Carmine che è costretto ad accettare la sua decisione. 
Calata la notte, Luigi e Raffaele si fanno accompagnare dalla madre al Cimitero di Poggioreale, dove si sta recando anche Rosa con addosso ancora l'abito da sposa, probabilmente nell'intento di appropriarsi dei soldi della sua famiglia. Anche Edoardo è al cimitero, entra nel mausoleo della famiglia Ricci per cercare i soldi, ma scopre di essere stato battuto sul tempo: infatti il denaro è sparito e sono rimaste solo poche banconote. Mentre sta per uscire, Edoardo viene colpito violentemente alla testa con una pala. Prima di essere chiuso dentro il mausoleo, il giovane sorride mentre muore guardando il proprio assassino che lo lascia tutto solo nel mausoleo chiudendo la botola, contemporaneamente Teresa si sveglia spaventata come se avesse compreso che a Edoardo sia appena successo qualcosa di orribile. 
Carmine e Futura entrano nel programma di protezione e Massimo li lascia nella loro nuova casa in riva al mare. Il giovane è ancora triste per l'abbandono di Rosa, ma felice di avere al suo fianco Futura, la persona più importante della sua vita, e chiede a Massimo di allontanare Rosa dalla strada del male proprio come ha fatto con lui. Massimo e Carmine si salutano, consapevoli che il legame padre-figlio che li unisce durerà per sempre. Seduto sulla spiaggia Carmine, finalmente libero e sereno, sorride nel momento in cui Futura dice: «papà, papà».
- Ascolti: 1.056.000 telespettatori - 6,64% share